# Satelliti ipotetici di Saturno
Storicamente, diversi astronomi ritennero erroneamente di aver scoperto dei satelliti naturali precedentemente sconosciuti in orbita attorno a Saturno, ma i corpi celesti non furono mai più individuati in seguito.

## Satelliti galileiani
Galileo Galilei, scopritore dei satelliti medicei di Giove, rivolse anche la sua attenzione verso il pianeta Saturno, per verificare la presenza di eventuali satelliti in orbita attorno ad esso. A causa del suo primitivo strumento egli intravide gli anelli di Saturno, ma non riuscì a risolverli e li scambiò per due satelliti posti lateralmente rispetto al pianeta. Egli notò con meraviglia che la loro posizione sembrava fissa; inoltre, quando dopo alcuni anni gli anelli si disposero di taglio rendendo impossibile ogni ulteriore osservazione, Galilei s'interrogò chiedendosi se, come nella mitologia, Saturno non si fosse cibato dei propri figli.

## Chirone
Chirone fu il nome attribuito nel 1861 da Hermann Goldschmidt al presunto nono satellite naturale di Saturno da lui identificato; Goldschimdt riteneva che l'orbita di Chirone fosse compresa fra quelle di Titano e di Iperione.

## Temi
La scoperta di Temi, o Themis, presunto decimo satellite naturale di Saturno, fu annunciata il 28 aprile 1905 da William Henry Pickering, che sette anni prima aveva individuato un altro satellite di Saturno, Febe; anche l'esistenza di questo corpo celeste non fu confermata da successive osservazioni.